# 17世紀の危機

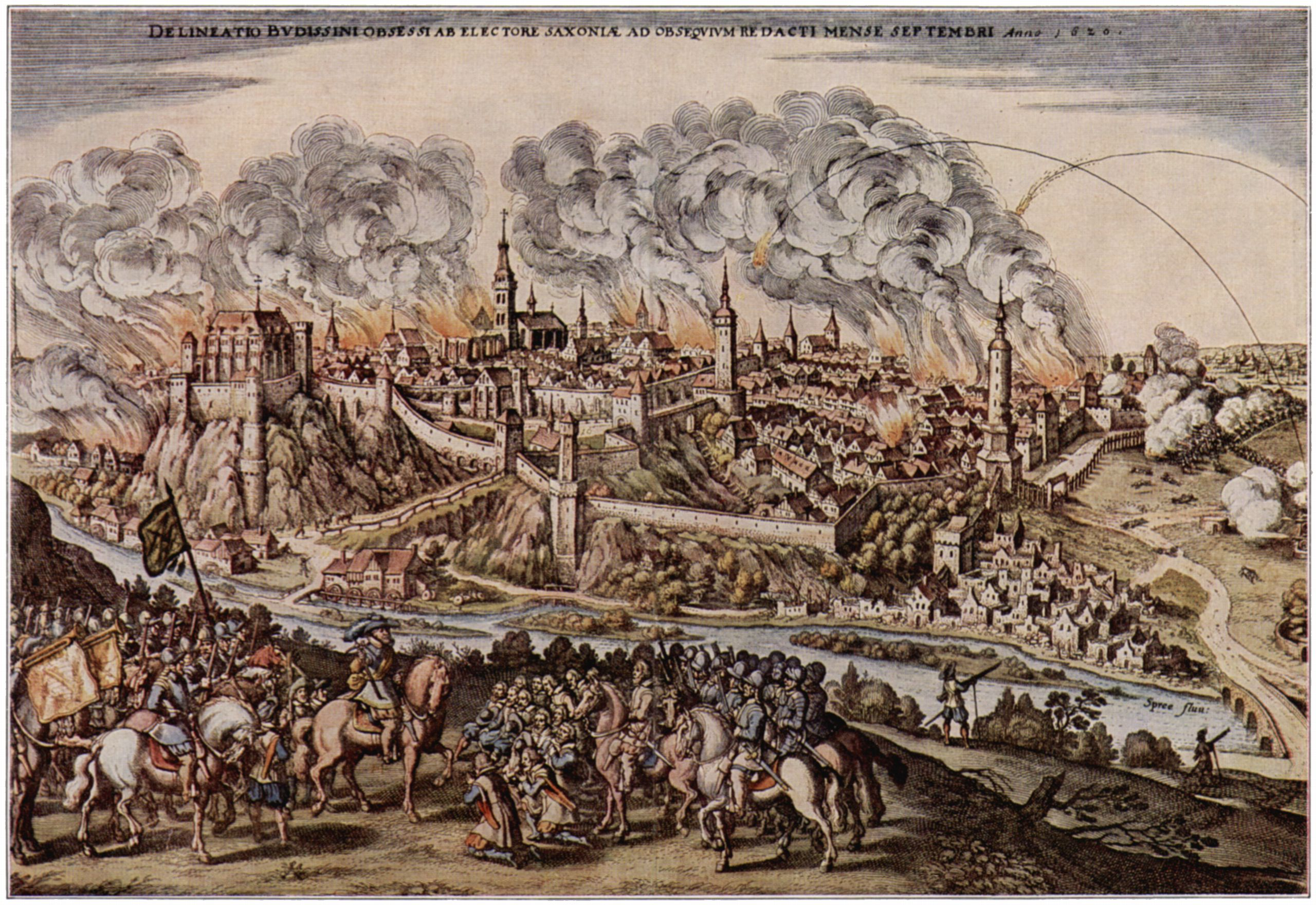
マテウス・メーリアン『三十年戦争：ザクセン選帝侯ヨハン・ゲオルク1世による1620年のバウツェン包囲』
----
三十年戦争は、1618年から1648年までヨーロッパの大部分を荒廃させ、「全般的危機の時代」の間続いた多くの政治的混乱の中の一つであった。

17世紀の危機あるいは単に全般的危機（ぜんぱんてききき）（英語: The General Crisis）とは、ヨーロッパ史において17世紀に起きた混乱や波乱をまとめた言葉。17世紀は、14世紀とともに小氷期によりヨーロッパの気候が寒冷化し、ペストが大流行して飢饉が起こり、英蘭戦争や三十年戦争をはじめとする戦乱の多発によって人口が激減したため、研究者によっては「危機の時代」あるいは「17世紀の危機」と呼ぶことがある。イマニュエル・ウォーラーステインによれば、「17世紀の危機」は1620年代に始まって約1世紀続く「近代世界システム」の収縮局面で、ヨーロッパを中核とする世界システムはこの間地理的にも交易量としてもほとんど拡大せず、重商主義政策と戦争によって世界の余剰を中核諸国が奪い合った時代である。また、アメリカ大陸からの膨大な銀の流入によって、「価格革命」と称される急速なインフレーションが生じた後のヨーロッパでは生活費が2倍ないし3倍にも高騰したため、困窮する人々が増え、彼らによってヨーロッパ中で暴動が発生した時代でもあった。
しかし、このような「17世紀の危機」論については、大久保桂子（イギリス近世・近代史）のように、17世紀前半に本当の「危機」を抱えていたのはスペインのカスティーリャであったろうが、一方では同時代の北部ネーデルラントは未曾有の繁栄を謳歌する「オランダ黄金時代」であったし、イングランドの毛織物輸出はエリザベス朝後半の大不況期を脱して好調だったことから、ヨーロッパのあらゆる地域、また、あらゆる面において「危機」的状況にあったわけではないことを指摘する立場もある。

## 概要

### 16世紀の繁栄
15世紀末から16世紀にかけて、大航海時代を迎えたヨーロッパは世界の拡大（ヨーロッパの拡大）とともに繁栄を謳歌した。その諸相を概観すると、
- 金銀がもたらされたことによる価格革命
- アメリカ大陸やアジア各地における植民地の増加
- 文化的に興隆したルネサンス
- コペルニクスやレオナルド・ダ・ヴィンチを始めとする科学革命の端緒
- 安定した社会がもたらした人口増加

といった現象が挙げられる。16世紀、とりわけその前半期のヨーロッパ経済はアルプス山脈以北に関しては異常なまでの好況に沸き、アルプス以南についても相応の活況を呈していた。とりわけ、ネーデルラントの港湾都市、アントウェルペン（アントワープ）の繁栄はめざましく、フランスの歴史家フェルナン・ブローデルは、「このスヘルデ川に臨む都市はじつに国際経済全体の中心にあった。」と記している。また、当時、ヴェネツィア共和国の大使だったフランチェスコ・グイチャルディーニが、アントウェルペンでは1日に何百もの船舶が往来し、2千もの荷馬車が毎週やってくることを描写し、「かれらは、女にいたるまで3つあるいは4つの国語をあやつる」と書き記しているように、イギリス商人、ドイツ商人、イタリア商人が数多く来住する一大国際都市であった。ドイツ史にあっても、16世紀は「ドイツ経済の英雄時代」「ドイツ巨商たちの黄金時代」などと呼ばれる経済的繁栄の時期であり、当時最も富裕な一族の名をとり「フッガー家の時代」とも称される。ところが16世紀後半、オランダ独立戦争（1568年-1648年）やフランスのユグノー戦争（1562年-1598年）など宗教戦争が熾烈化するとヨーロッパ社会は次第に安定性を失っていった。1585年、繁栄を謳われたアントウェルペンもスペイン軍猛攻の前に陥落し、毛織物生産とその流通を介して成り立っていたロンドンとアントウェルペンとの密接な関係も終焉を迎えたのである。

### 17世紀の危機

#### 始まりと終わり

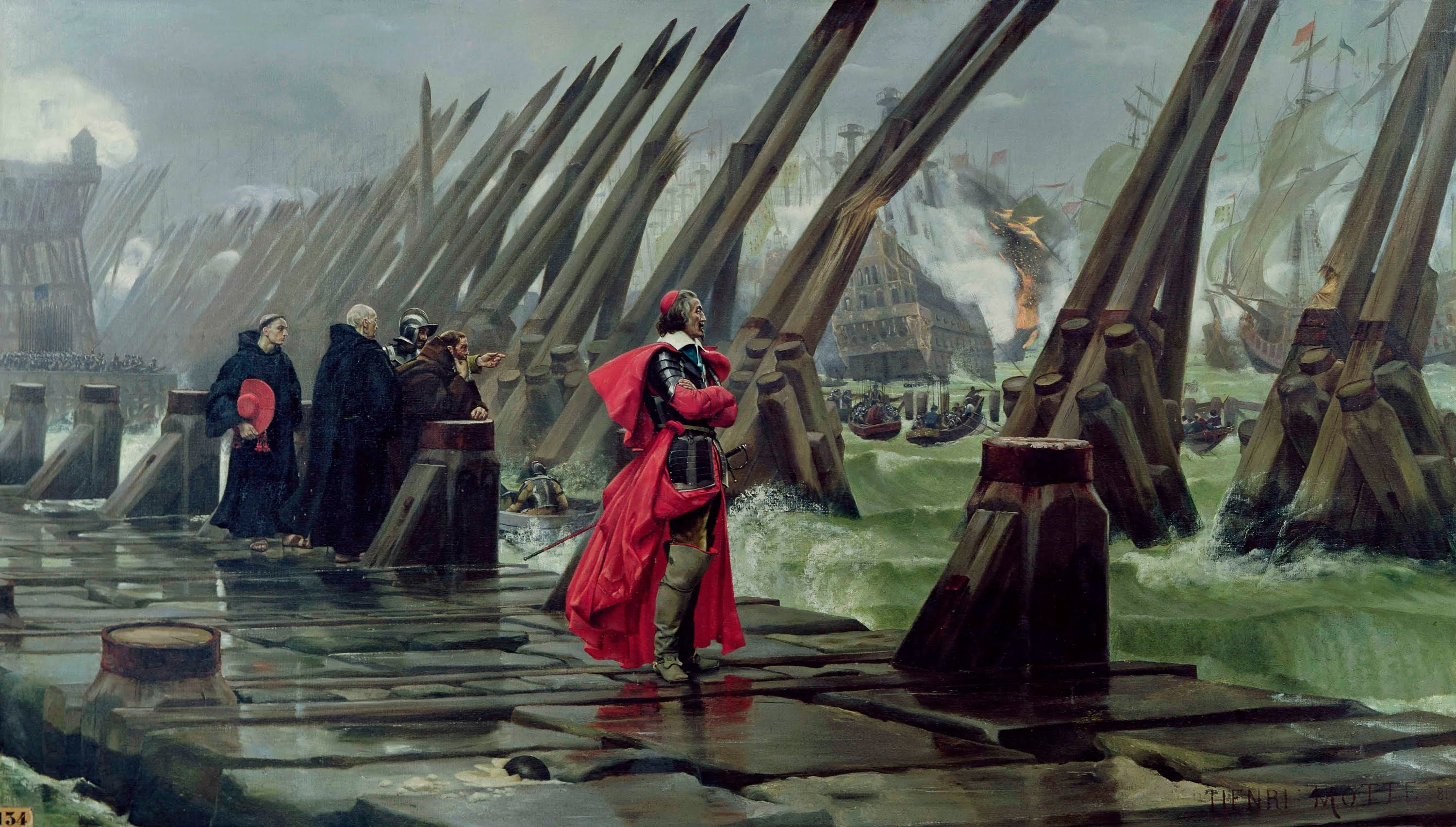
アンリ＝ポール・モット『ラ・ロシエルの包囲』(1881)
----
1627年から1628年にかけてのフランス宰相リシュリューによるラ・ロシェル攻囲戦を描いた絵画

17世紀のヨーロッパは「全般的危機」に見舞われていたとされる。これを、イギリスの歴史家エリック・ホブズボームは、もっぱら経済に限定してとらえようとする。それに対し、ヒュー・トレヴァー＝ローパーやフランスのロラン・ムーニエなどは、経済はもちろんのこと、政治や社会、また、芸術、科学、思想など文化全般にわたっても「危機」について言及している。いずれの場合も、危機が1620年代に始まったとする点では共通している。
この時期、バルト海方面における西欧諸地域の貿易、およびフランスの対近東貿易がともに大きく後退して国際経済は不振に陥り、一方、凶作や飢饉による栄養失調・大量死から人口の停滞ないし減少が生じた。インフレーションは鈍化し、従来の経済成長は終息して不況が始まった。1618年に始まり、20年代に本格化する三十年戦争、1620年のメイフラワー号による清教徒（ピューリタン、カルヴァン派）のアメリカ移住、フランスにおけるカトリック教会によるユグノー（カルヴァン派）迫害などとといった宗教対立の熾烈化や迫害の激化がみられ、フランスのみならずドイツでもイギリスでも宗教上の理由で多くの血が流された。また、三十年戦争の戦場となった地域では土地の荒廃が著しかった。
一方、終息の時期については、最も早く危機を克服したとみられるオランダから瀕死の状態であえぎ続けたとされるスペインまで、それぞれの国家は危機に対して個別に対応し、その結果、危機を解消した時期については各国ごとにずれが生じるとみられる。ここは論者によって見解のすれ違いや相違のみられるところであるが、全体的には農業生産の増大や農村工業の発展、価格の安定、死亡率の減少、植民地貿易の勃興などのみられる18世紀前半期には危機は終息したものとみなされることが多い。なお、ホブズボームは、危機終息の時期を1720年としている。

#### 要因と影響
「17世紀の危機」の要因としては小氷期の到来により気候が寒冷化したことが、しばしば根本的なもの、ないし最大のものとして挙げられる。農作物の不作が続いて経済が停滞し、魔女狩りをはじめとする社会不安が増大した。さらにペストの流行で人口が減少に転じた。これにより、従来の封建制的なシステムは崩れ、資本制が拡大するようになる。宗教対立が激化したために、王室は財政難の打開を目的に中央集権化を進めたが、これに貴族が反発、農民も一揆を起こすようになった。
特に三十年戦争がヨーロッパにもたらした影響は大きく、ほとんどヨーロッパ中の国々が参戦・介入した。ヨーロッパのほぼ中央に位置するドイツ（神聖ローマ帝国）の土地は荒廃し、1648年には「神聖ローマ帝国の死亡診断書」とも評されるウェストファリア条約（ミュンスター条約およびオスナブリュック条約）が結ばれた。こののち、ヨーロッパでは「ウェストファリア体制」と呼ばれる勢力均衡体制が支配する世界が形成され、主権を有し、独立している国家からなる諸国家体系へと変化した。神聖ローマ帝国における諸侯は、帝国ないし皇帝に敵対しない限り外国と同盟を結ぶ権利を得、このような帝国国制をフランスとスウェーデンが保障することとなった。しかしながら、帝国を構成する諸侯の国際的地位はいまだ曖昧なままにとどめ置かれていたために、きわめて断片的な主権をもつこととなった帝国も、小規模な領邦主権を有する諸侯もこの型に合わず、有力諸侯たちは他国の君主と同等の地位に立つため、多くは帝国外の王の称号を獲得しようと努めた。17世紀後半から18世紀初頭にかけて生じたヨーロッパの戦争にかれらが積極的に参戦したのは、そのためだった。そして、留保条件付きであるとはいえ、ドイツ三百諸侯にそれぞれ同盟権があることは、神聖ローマ帝国が完全に「死に体」となってしまったことを意味していたのである。いずれにせよ、こうして成立した主権国家体制は、以後、世界規模に拡張されるとともに、21世紀に至るまで国際社会の基盤をなすに至っている。

## 危機の諸相

### 異常気象

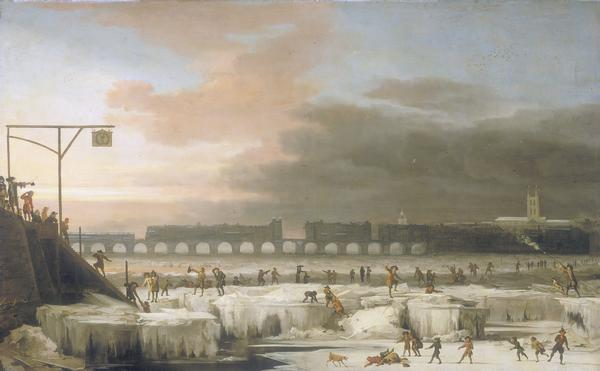
エイブラハム・ホンディウス『凍結したテムズ川』(1677)

16世紀後半以降、ヨーロッパは小氷河期と呼ばれる寒冷な時期に入っていた。この事実は、同時代に生きた人々による年代記や氷河の成長、ブドウの発育・収穫状況、年輪年代測定などの成果などから窺い知ることができる。これらによれば、およそ1490年前後から1560年前後にかけては温暖な時期が続いたものの、1565年、突然、気象が寒冷化し、とりわけ17世紀中ごろには厳しい寒さを迎えた。ルネ・デカルトが女王に招かれて出向いたストックホルムにおいて、60年ぶりといわれる寒波により肺炎を起こし、死亡したのが1650年2月のことであった。厳しい寒さは1715年を機にいくらか緩み、19世紀後半にはほぼ完全に終息するが、その間、中小河川はもとよりセーヌ川やテムズ川も凍結し、海洋においても入り江などではしばしば結氷がみられた。ことに1709年の大寒波は、大西洋岸からロシアの内陸部までの広い地域を襲った猛烈な酷寒であった。

### 穀物危機
冬の寒波以上に人々の暮らしに影響を与えたのが春先の遅霜、冷夏における日照不足、異常乾燥などによって作物や牧草が枯死したり、発育不良に陥ったりすることであった。こうして冬以外の季節の異常気象などによって17世紀から18世紀前半にかけては凶作が波状的に訪れた。それは、代表的なものだけに限定しても、
- 1639年 - 1644年
- 1646年 - 1652年
- 1663年 - 1664年
- 1672年 - 1677年
- 1691年 - 1703年
- 1709年 - 1716年

の6回に及んだ。これらの年代にはヨーロッパのどこかの国々が凶作となったのであり、局地的なものを含めればさらに数が増える。凶作は直ちに穀物危機として現れ、農民には自家消費分にも満たない収穫しか残らないことも多かった。また、品薄のため穀物価格は高騰し、端境期などには庶民が穀物を手に入れることが実質不可能となることも多かった。貧しい人々は劣悪な食事に甘んじなければならなかったし、場合によっては腐朽しかけた穀物や腐肉、糠、木の根、草などを食べるしかないような状況に追い込まれた。人々の身体は衰弱し、慢性的な栄養失調に陥り、あるいはまた、出生率も著しく低下した。このようなとき、しばしば感染症が流行し、人々の生命を直接奪ったのである。
北欧では、1695年から1697年にかけての「大飢饉」がフィンランド史上最悪の飢饉として名をとどめ、この国の4分の1から3分の1の人々が餓死したといわれる。

### 疫病の流行

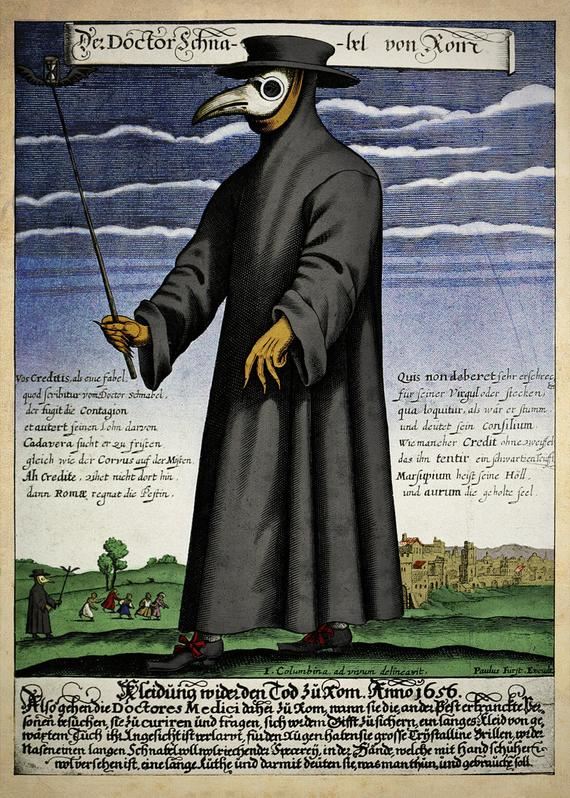
パウル・フュルスト『ローマのペスト医師』（1656年ごろ）

この時代に流行した疫病は、ペストをはじめとして発疹チフス、腸チフス、赤痢、天然痘、猩紅熱、麻疹（はしか）、マラリアなど多種にわたった。
ペストが「黒死病」として14世紀中葉のヨーロッパで猖獗をきわめたことは、つとに知られるところであるが、その後もペスト菌はヨーロッパに常在し、大小の流行を繰り返した。ただし、その毒性は次第に減じていったとみられる。とはいえ、17世紀から18世紀前半にかけてのこの時期、来襲地の数は14世紀と同レベルかそれ以上に及んでおり、規模はともかくとしてその範囲は広く、また、凶作と飢饉のうち続く中での流行だったので、この時代を生きた人々に多大の犠牲をもたらしたのであった。ヨーロッパ各国におけるペスト最後の大流行は、最も早いスイスで1610年-1611年、最も遅いフランスで1720年-1722年であった。
この時期、とりわけ甚大な被害を受けたのは1629年から翌30年にかけてフランスやイタリアを襲ったペストで、南仏のディーニュという町では人口1万人のうち8,000人から8,500人にかけての人々が亡くなり、生き残った人の中でも感染しなかったのはわずか6人程度だったといわれる。また、1663年のオランダでのペスト流行、1664年から翌1665年にかけてのイングランドでのペスト流行は有名で、ことに後者は「ロンドンの大疫病」として知られており、46万と推定されるロンドン市民のうちおよそ7万人が亡くなっている。
コロモジラミが媒介するリケッチアによる感染症である発疹チフスは、レコンキスタ終末期における15世紀のグラナダ戦役で大流行したものだが、17世紀になると感染の範囲がいっそう広がった。1613年にはフランスで、1618年にはドイツで流行し、特に三十年戦争における独仏では猖獗をきわめた。
ウイルス性の天然痘は単独で集中多発する例に乏しいが、1640年代のアイルランドではペストとともに同時流行し、1709年から翌年にかけては東プロイセンやリトアニアではペストおよび発疹チフスとの同時進行が確認されている。
赤痢は、1676年から1678年にかけてフランドル地方で流行した。赤痢、腸チフス、猩紅熱は、いずれも細菌性感染症であるが、この3つが同一地方を交互に襲ったのが、1705年から1714年にかけてのフランス西部であり、ここでは飢饉下で疫病が蔓延したため大量死につながった。
ハマダラカが媒介するマラリアは、沼沢地を中心に広がり、特にイタリア、スペイン、フランスでの被害が大きかった。イタリアにおける流行の中心はポー平原や中部イタリア、スペインではヴァレンシアをはじめとする沿岸地方、フランスでは荒蕪地やブルゴーニュ地方などで、フランスでの流行は北ドイツ、ポーランド、リトアニア東部など、より寒冷な地方への感染拡大につながった。

### 商工業の不振

#### 地中海商圏

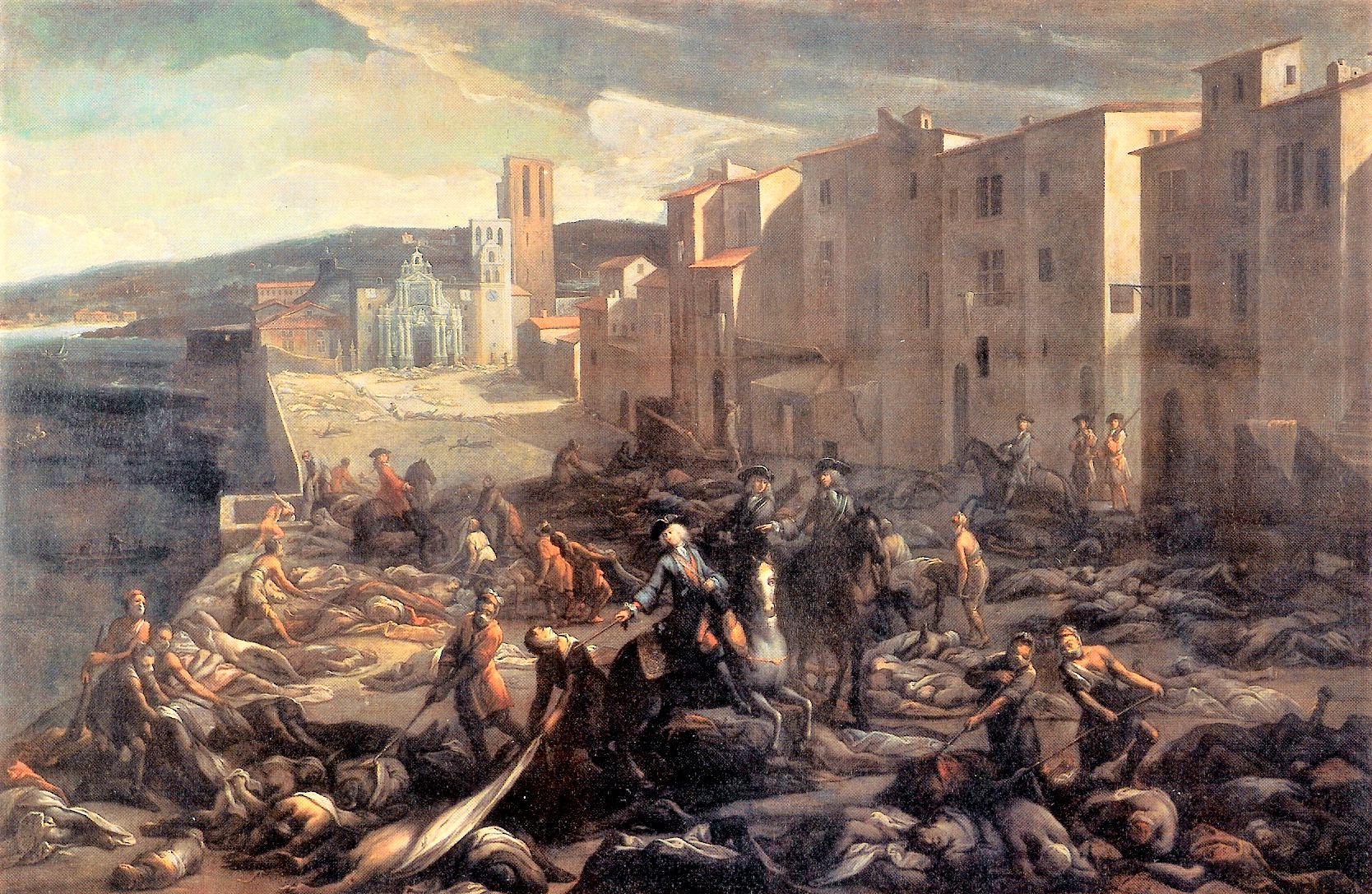
ミシェル・セール『1720年、ペスト下のマルセイユ市庁舎前』(1721)

地中海地域における海港および定期市の活動に表面的には大きな変化はなかったし、ジェノヴァ共和国がこの地域の銀行業の一大中心地であることにも変わりはなかったが、スペインにとって花形輸出商品であった羊毛もイタリアの人気輸出商品であった毛織物も需要が落ち込み、両地域での商工業は不振であった。スペインでは熟練手工業者として知られたイスラームからの改宗住民、モリスコを1609年に追放したこと（「モリスコ追放」）、イタリアでは織物技術の停滞がみられることなど個別の事情も手伝ったが、より大きな視点からは、不振の原因としてアメリカ大陸から流入した貴金属などによるインフレーションや通貨の改悪、課税の強化などがあり、さらに感染爆発とその予防措置に費やす時間と労力の存在を指摘することができる。
すなわち、近東諸地域との貿易が盛んな地中海沿岸部では、当該地域からのペストや発疹チフスの襲来に幾度となく悩まされてきたのであり、沿岸諸港では疫病の流行を食い止めるための検疫システムが導入された。感染症の流行地から入港した船舶は、健康証明書を必要とし、それを所持しない場合は指定区域に40日間留め置かれ、異常のないことを証明しないことには商人・人夫も商品も上陸を認められなかったのである。この規定により、多くの業者が商品を目の前にして40日間待機させられた。これは、流通経済の上では大きな障害となったし、貿易業者の受けた損害も膨大なものだったのである。1720年代初頭の「マルセイユの大ペスト」も、検疫に回された近東からの積み荷を数週間後に迫ったボーケール（ガール県）の定期市に出荷するため、一刻も早く荷下ろししようとした商人の圧力でマルセイユ市当局が検疫期間を20日間に短縮し、ペスト患者と菌に汚染された商品を上陸させたために生じた災禍であった。
スペイン・ハプスブルク家の立場からは、北イタリアのポー平原からアルプス山脈の西側を通り、アルザスなどを経てフランドル地方に至る回廊が当時「スペイン街道」と呼ばれて、「大スペイン王国」を支える生命線となっていた。三十年戦争へのスペインの早期の参戦も、ミラノ公国からブリュッセルに至るこの回廊を死守しようとしてのものと考えられ、フランスは自国の東側国境近くを通るスペイン街道の分断を常に戦略目標に掲げていた。フランス・スペイン両国の対立はやがて全面戦争に発展し、ヨーロッパを縦貫する街道もしばしば戦場となり、フランスの勝利によってスペインの掌中から離れた。

#### 北方商圏
不振だったのはバルト海と北海を抱える北方も同じであった。リューベックを盟主とするハンザ同盟は、その影響力を著しく減退させ、1635年には事実上解体してハンブルクやブレーメンなど北ドイツの各都市経済をいっそう衰退させた。南ドイツでも、アウクスブルクやニュルンベルクなどの諸都市の影響力は減退し、市民たちは所領や称号の取得にいそしんだものの、それ以外の商工業活動は活発ではなかった。その原因としてはやはり、インフレーションや英・独・ポーランド・北欧諸国の貨幣の改悪、投機商人の暗躍や投資意欲の低下、これらが帰結する信用全般の低下があった。王朝的権力政治の名残りをとどめる当時にあって、逼迫した戦時財政下、権力者が戦費調達のために用いた安易な手段が貨幣改悪であった。ドイツではこの時代を「贋金時代」と呼ぶことがあるが、脆弱な帝権を戴いていたドイツにあっては他国が統一国家へ向かう途上にあったとき、貨幣鋳造権が次第に領邦君主や都市の手に移りつつあったため、戦争の惨禍とともにいっそうの混乱を招いたのである。そして、ここでも疫病の流行とそれに対する予防措置は物流経済に深刻な打撃を与えたのであった。
内陸諸都市でも海港の検疫制度に似た予防策がとられたが、いっそうきめ細やかなものであった。各都市の保健衛生局は近隣都市で感染症が流行すると、市門の監視を厳格化し、流行地からの旅行者や乞食の入市を拒否し、街路の清掃を徹底し、旅宿の監督を厳しくして流行地からの商品には消毒を命じた。さらに状況が悪くなると、食糧を確保し、隔離病棟を用意した上で他都市との取引を停止し、自らの城壁の中に閉じこもらざるをえなくなった。しかし、このような措置は商工業の全過程の中断を余儀なくさせるものであり、中小の手工業者や商人に失業・廃業の脅威を与えるものにほかならなかった。
こうして地中海商圏、北方商圏の二大中心地は衰退し、例外的に北海沿岸のオランダでは商工業の発展をみたが、それも1670年代には毛織物業、漁業、中継貿易のいずれも振るわなくなり、造船業もオランダ東インド会社も停滞し、のこる金融業が18世紀以降、活路を見出さなければならないという状況になった。

### 戦争の多発
近世ヨーロッパは戦争と反乱が日常化した時代であった。17世紀中、戦争のなかった時期はわずか4年しかなかったといわれる。17世紀におけるヨーロッパでの主な戦争を下に掲げる。

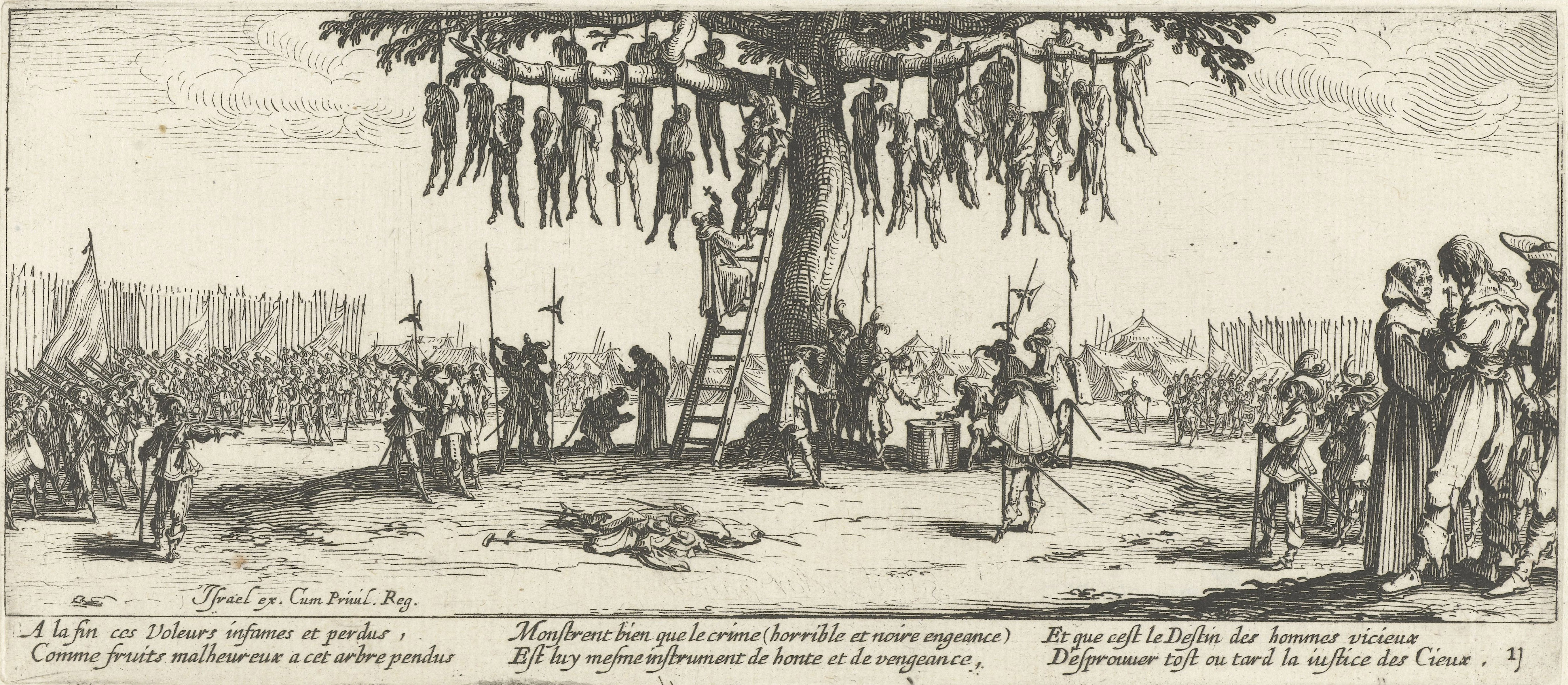
ジャック・カロの版画『戦争の惨禍』(1632-1633)
----
三十年戦争における1632年の虐殺を描いたもの

- オランダ独立戦争（八十年戦争）（1568年-1609年、1621年-1648年）：スペインに対するネーデルラント諸州の反乱から始まった戦争。
- ロシア・ポーランド戦争（1605年-1618年）：ポーランド・リトアニア共和国とロシア・ツァーリ国との戦争。
- イングリア戦争（1610年-1617年）：スウェーデン帝国とロシア・ツァーリ国との戦争。
- 三十年戦争（1618年-1648年）：ボヘミア新教徒の反乱を契機に起こった神聖ローマ帝国内の宗教戦争が、ドイツを中心に全ヨーロッパを巻き込んだ紛争に発展。
- スモレンスク戦争（1632年-1634年）：ポーランド・リトアニア共和国とロシア・ツァーリ国との戦争。
- フランス・スペイン戦争（1635年-1659年）：マントヴァ継承戦争（英語版）に引き続き、フランスがスペインに宣戦して起こった。
- ポルトガル王政復古戦争（1640年-1668年）：スペイン帝国とポルトガル王国との間の戦争。
- ピューリタン革命（三王国戦争）（1642年-1649年）：スコットランドに始まり、アイルランドに波及し、最終的にはイングランドでも起こった同時多発的な複合反乱[注釈 11]。
- 第1次英蘭戦争（1652年-1654年）：航海条例をめぐるイングランド共和国とネーデルラント連邦共和国の間の戦争。
- ロシア・ポーランド戦争（1654年-1667年）：ポーランド・リトアニア共和国とロシア・ツァーリ国との間の最後の大規模な戦争。
- 北方戦争（1655年-1661年）：スウェーデン（バルト帝国）とロシアなど周辺諸国家との戦争。イギリスは常にスウェーデンと同盟し、オランダは一貫して反スウェーデン陣営に立った。
- 第2次英蘭戦争（1665年-1667年）：イングランド王国が北米のオランダ植民地ニューアムステルダム（現：ニューヨーク市）を占領したことに端を発するイギリス・オランダ間の戦争。
- ネーデルラント継承戦争（1667年-1668年）：スペイン領ネーデルラント（現：ベルギー）の領有をめぐるフランス王国とスペイン王国の間の戦争。
- オランダ侵略戦争（仏蘭戦争）1672年-1678年）：ルイ14世によるオランダ侵攻から始まる。イギリス・スウェーデンがフランス側、スペイン・神聖ローマ帝国がオランダ側で参戦。
- 第3次英蘭戦争（1672年-1674年）：チャールズ2世がルイ14世側に立ちオランダを攻撃、イギリス議会が王の親仏路線に反対してオランダと和睦。
- スコーネ戦争（1675年-1679年）：デンマーク王国がスコーネ地方奪回を目指してスウェーデンと戦争、イギリス・ロシアなどを除く諸国も参戦。
- 大トルコ戦争（1683年-1699年）：オスマン帝国による大規模なヨーロッパ進撃作戦。第二次ウィーン包囲に始まる。キリスト教国が神聖同盟を結成してオスマンに対抗。
- 再統合戦争（1683年-1684年）：フランスとスペインの間の戦争。神聖ローマ帝国・ジェノヴァ共和国がスペイン側で参戦。
- 名誉革命（1688年-1689年）：イギリスにおけるクーデター。イングランド王ジェームズ2世が追放されて親オランダ政権が成立した。
- 大同盟戦争（プファルツ継承戦争）（1688年-1697年）：ルイ14世がプファルツ選帝侯領に侵攻、フランスの膨張政策に対し諸国がアウクスブルク同盟を結成して対抗。
- ウィリアマイト戦争（1689年-1691年）；アイルランドにおけるウィリアム3世支持派（ウィリアマイト）とジェームズ2世支持派（ジャコバイト）の間の戦争。フランスがジャコバイトを支持した。

なお、17世紀末には下に掲げる大北方戦争が勃発している。18世紀初頭から1720年代までの主な戦争は以下の通りである。
- 大北方戦争（1700年-1721年）：スウェーデン王国と反スウェーデン同盟（ロシア、デンマーク、ザクセン公国）との戦争。
- スペイン継承戦争（1701年-1713年）：スペイン王位をめぐるヨーロッパ諸国間の王朝戦争。ハプスブルク帝国、オランダ、イギリス、プロイセン、ポルトガルなどが反仏側で参戦。
- 墺土戦争（1716年-1718年）：オーストリア（ハプスブルク帝国）とオスマン帝国によるセルビアをめぐる戦争。
- 四国同盟戦争（1718年-1720年）：スペインと四国同盟（フランス、イギリス、オランダ、オーストリア）との間の戦争。ジャコバイトがスペインに加勢した。

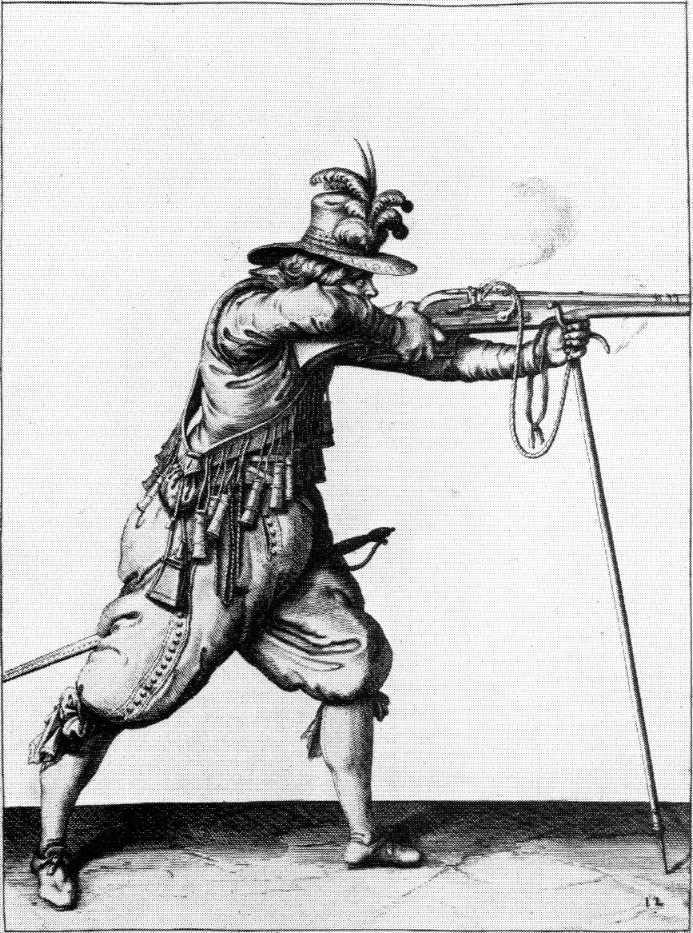
マスケット銃を構える17世紀の銃士

戦争においては火器も使用されたが、小銃（火縄銃）が装填に少なくとも数分はかかり、速射能力に欠けるものであったことは洋の東西を問わない。小銃の技術的限界を戦術で克服する方法を編み出したのが日本の織田信長であり、ヨーロッパにおいてはネーデルラント反乱における連合軍最高司令官だったオランダのマウリッツ・フォン・ナッサウであった。ナッサウ伯マウリッツの新戦術は1594年のことで、「軍事革命」と呼ばれたが、彼の戦術は攻囲戦中心のネーデルラント反乱では実戦に移されることはなく、それが全面的に展開されたのは三十年戦争のグスタフ2世アドルフ王率いるスウェーデン軍においてであった。以後、数万に及ぶ大量の兵が大量の火器を用いて敵の拠点を取り囲み、あるいは直接対決する血みどろの戦争が日常化したのである。
繰り返される戦争は、戦場となった各地方にさまざまな損失をもたらしたが、それは単に戦闘による死傷者の続出というにとどまらなかった。戦闘の結果はむしろ副次的で、傭兵主体の軍隊とその行動様式そのものが住民にとっては大きな災禍であった。給与によって、あるいは無給で見習いとして働く傭兵は、概して忠誠心に乏しく、給与の低さや遅配を埋め合わせるため、徴発、略奪、暴行を当然の権利と心得、火器を所持して敵味方の区別なく住民を蛮行の対象としたのであり、そのため、戦闘そのものより、軍の通過や進駐による被害が恐れられたのである。
その代表的な事例が三十年戦争であった。この戦争は、規模の大きさや影響の深さも含め、あらゆる意味において17世紀の「ヨーロッパ大戦」と称されるべき性格をもっていた。特に被害の著しかったのは、フランスにおいては東部のブルゴーニュ地方、そして何より主戦場となったドイツの被害は甚大なものであった。ドイツの中でもとりわけ、皇帝軍とスウェーデン軍が対峙した北東部のメクレンブルクとポンメルン、中部ではチューリンゲン、南部では組織的略奪を受けたプファルツ、ヴュルテンベルクの被害は過酷なものであった。こうした軍隊は兵士の出身地もまちまちで習慣の違いもみられ、衛生観念に乏しかったため感染症の温床となることも多く、また、しばしば戦地を移動したので病原菌をまき散らす結果ともなり、しばしば感染源となって各地に感染爆発を招いた。

### 反抗・暴動の多発
17世紀には、戦争のみならず、時の政治体制、特に絶対王政に反抗して一揆、暴動、革命も多発した。

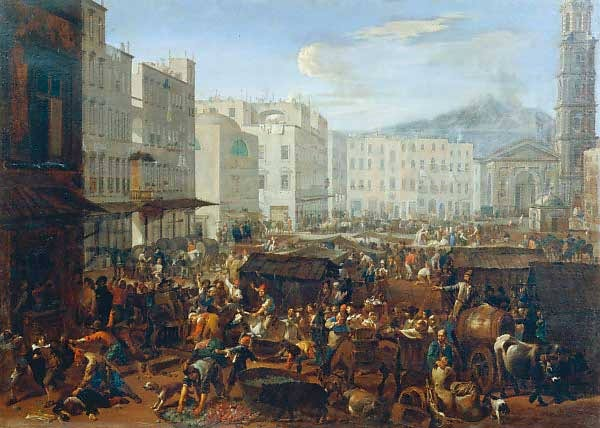
ミケランジェロ・チェルクォッツィ&ヴィヴィアノ・コダッツィ（共作）『マザニエッロの反乱』(1648-)

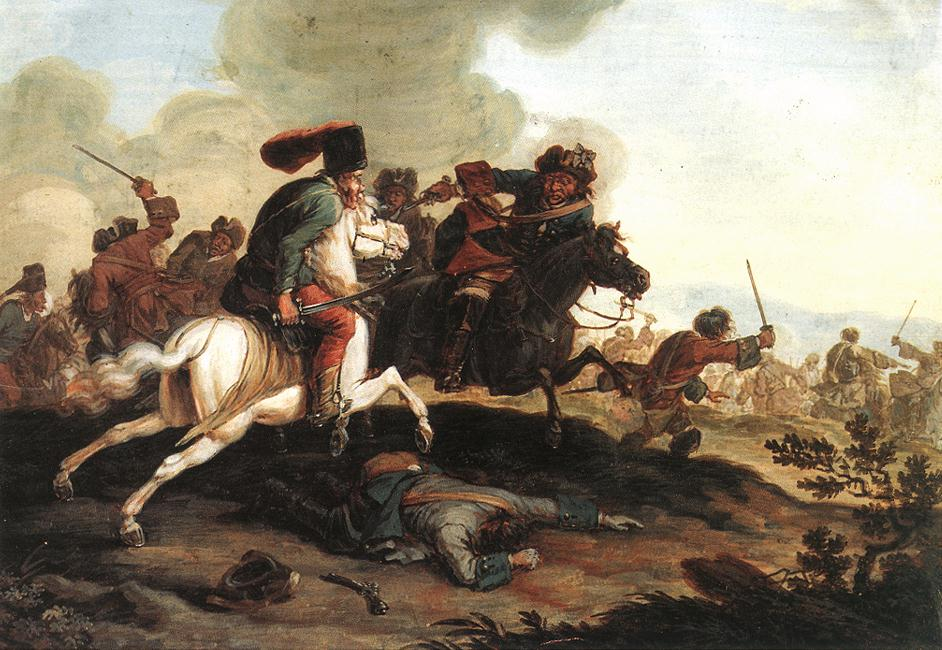
クルツ運動におけるクルツ（反乱軍）とラバンツ（皇帝軍）の戦闘

とりわけ、1640年代から1650年代にかけてはそれが集中した。1640年、バルセロナを中心とするカタルーニャではスペイン絶対王政からの分離運動（「収穫人戦争」）が起こり、同年、ポルトガルでもスペインからの独立運動であるポルトガル王政復古戦争（喝采戦争）が起こった。1641年には、アイルランド・カトリック同盟（キルケニー同盟）によるイギリス絶対王政に対する反抗、アイルランド反乱が起こり、それはアイルランド同盟戦争（1641年-1653年）へと発展した。一方、スコットランドでもチャールズ1世の宗教政策に対する主教戦争が1639年、1640年の2度にわたって起こり、1642年にはイングランドでもピューリタンを中心とする議会勢力が王党派と軍事衝突、イングランド内戦へと発展した（清教徒革命）。
スペインの属領であった南イタリアでは1647年、ナポリでマザニエッロの一揆が起こっている。1648年、アレクセイ・ミハイロヴィチ治世下のモスクワ（ロシア・ツァーリ国）では、塩一揆が起こり、アレクセイの傅育官で政権を担当したボリス・モロゾフが追放された。1648年から1657年までの間、ウクライナではポーランド・リトアニア共和国の支配に反抗する農奴蜂起、フメリニツキーの乱が起こっている。これは、ボフダン・フメリニツキーを首領とするウクライナ・コサックを中心とする武力蜂起で大規模な戦争に発展した。フランスで王政に対して貴族たちが反旗を翻したフロンドの乱が起こったのも1648年であった。フロンドの乱の前半は、パリ高等法院と宰相ジュール・マザラン、摂政アンヌ・ドートリッシュの対立を軸に展開し、パリ市民への新税創設や官職保有者の給料切り下げ、官職新設による従来の官職の権限縮小などに対する不満に端を発している。後半は、前半の戦闘で功臣となったコンデ親王ルイ2世が王権に対して過大な要求を突きつけ、それに同調する高等法院フロンド派が策動、一方、パリに参集した帯剣貴族たちが全国三部会の召集を要求するという展開をみせた。この乱は、フランスにおける最後の大規模な貴族反乱であり、国土の荒廃を招いた。また、フランスのスペインに対する勝利を5年遅らせる結果となった。
17世紀後半の反乱・革命には、ロシアにおけるステンカ・ラージンの乱（1670年-1671年）、1680年のボヘミア大農民反乱、イギリスにおける名誉革命（1688年）などがあり、18世紀前葉にはラーコーツィの独立戦争（1703年-1711年）が起こっている。ラーコーツィ・フェレンツ2世によって指導されたハンガリーの反乱は、ハプスブルク帝国の絶対主義に反対し、帝国からの分離独立を目指すもので「クルツ運動」とも称される。
その多くは、中央政府が地域の事情を覆すような宗教政策を地域住民に強制した場合、あるいは、増税や新税設置を住民に求めた場合に表面化した。こうした社会的反抗は、西ヨーロッパに比較して東ヨーロッパの方が、概して規模も大きく期間も長きにわたる傾向がみられるが、その理由としては、東欧の方が厳しい気候にさらされ、飢饉の際の農民生活の破綻が深刻だったことが挙げられる。ただし、単に経済的・社会的要因のみならず、民族感情や宗教の相違など複雑な背景に起因することが多いので、個々に検討していかなければならない。
反抗の結果については、その目的を遂げた実例は少なく、残念な結末に終わることが多かった。それにはさまざまな理由が考えられ、農民・民衆の自らの利害に関する無自覚、都市ブルジョワの未成長、弱体な指導者層、一貫した目標や戦略の欠如、外国勢力への安易な期待や依存などが指摘できる。しかし、失敗の原因は必ずしも反抗者側自身の力量不足に収斂されるものではなく、時として感染症の流行など他律的な要因も考慮する必要がある。たとえば、アイルランド反乱、清教徒革命、フロンドの乱などはペスト、発疹チフス、天然痘の流行と切り離して考えることはできない
感染症の流行が反乱の帰趨に決定的な影響を与えた典型的な例としては、カタルーニャの収穫人戦争（1640年-1659年）がある。バルセロナを中心とするカタルーニャは、スペインにあって独自の言語や伝統文化を有する有力な地域であるにもかかわらず、王権から不当に扱われることが多く、スペインの政治統合において犠牲を強いられてきたことを不満に思う人が多かった。三十年戦争においてスペインと交戦中のフランスは1640年、敵国の戦力分断をねらって自国に隣接するカタルーニャ援助の方針を打ち出すと、カタルーニャの農民や民衆はバルセロナの都市貴族と連合し、カタルーニャ共和国の成立を宣言して、しばらく独立を保持した。しかし、1651年、スペイン王権が本格的な反撃に打って出ると存亡の危機に立たされた。このとき、バルセロナ市会は防衛戦を決議して周辺住民も動員、籠城体制に入ったが、ちょうどそのころ市内ではペストが流行し始め、スペイン軍による包囲（「バルセロナ包囲戦」）の中で疫病が蔓延した。数か月後、応援のフランス軍が到着したものの今度は援軍の持ち込んだペストが再流行して、その間飢饉も発生して多数の死者が現れた。困憊の極に達したカタルーニャは結局、1652年10月に投降し、分離運動は瓦解した。

## 各国の状況

### イギリス
イギリスではピューリタン革命と名誉革命により、17世紀を通じて国王と議会が対立を繰り返した。優勢だったのは議会であり、18世紀からの責任内閣制の基となった。

### フランス
フランスではフロンドの乱により、国王と貴族が対立した。優勢だったのは国王であり、絶対王政が強化された。また、ルイ14世は彼の言った「領土の拡張は最も気持ちのいい仕事である」に象徴されるように、戦争を繰り返した。

### ドイツ
ドイツでは三十年戦争により、国土が荒廃した。決定的に敗北したハプスブルク家は、以後、オーストリアに活動の中心を移すようになる。ウェストファリア条約で神聖ローマ帝国は事実上解体され、プロイセンとオーストリアの台頭を招くことになる。

### オランダ
オランダは「17世紀の危機」に巻き込まれなかった。気候変動により川や運河が凍結することはあったものの、経済的には発展した。それは、香辛料貿易やバルト海貿易により大きな利益を上げることができたからであり、このことから17世紀は「オランダの世紀」とも呼ばれる。

### スペイン
「太陽の沈まぬ国」と呼ばれたスペインはヨーロッパでの覇権を失い凋落の一途を辿った。八十年戦争ではオランダを喪失し、ポルトガル王政復古戦争ではポルトガルの独立を阻止できなかった。またカタルーニャ地方での収穫人戦争はフランスの介入を招き、フランスとの戦争に発展した。その後ピレネー条約によりスペインはアルトワ・ルシヨンを手放すことになる。

### イタリア
スペインの支配下にあったナポリでは、1647年にマサニエッロの反乱が生じ、支配体制を揺るがした。

### ロシア
1601年、1602年と冷夏が続いた。特に1602年の特別な酷寒が収穫を台無しにし、翌年には大飢饉が到来し、おびただしい死者が出た。モスクワだけでも三つの墓地に12万人が葬られ、同時代人は「モスクワ国の3分の1」の人々が死んだと見ていた。リューリク朝が既に断絶していたロシアは、社会不安がさらに増大し、動乱時代を迎える。そして、これを制したロマノフ朝が成立、台頭していくことになった。